# Helga Mucke-Wittbrodt
Helga Mucke-Wittbrodt (geborene Nydahl; * 11. September 1910 in Altona; † 4. Mai 1999 in Berlin) war eine deutsche Ärztin. Sie war fast vierzig Jahre Leiterin des DDR-Regierungskrankenhauses. Darüber hinaus vertrat sie den Demokratischen Frauenbund Deutschlands (DFD) vierzig Jahre lang als Abgeordnete in der Volkskammer.

## Leben
Helga Mucke wurde als Tochter des späteren Bezirksbürgermeisters von Berlin-Tempelhof Jens Nydahl geboren. Nachdem sie ein Berliner Oberlyzeum mit dem bestandenen Abitur verlassen hatte, nahm sie ab 1929 ein Medizinstudium in Berlin auf. Dieses schloss sie 1936 mit dem Staatsexamen und der Promotion zum Dr. med. ab. Während des Studiums wurde Mucke-Wittbrodt 1930 Mitglied der SPD, nachdem sie bereits 1928 in die SAJ eingetreten war. Von 1936 bis Kriegsende stieg sie von der Volontärärztin bis zur Ober- und Fachärztin am Berliner Krankenhaus Am Urban auf. Ende der 1930er Jahre bekam sie durch die Heirat mit ihrem zweiten Mann Hans Wittbrodt Kontakt zum Widerstand gegen den Nationalsozialismus.
Nach Kriegsende war Mucke-Wittbrodt kurze Zeit Ärztliche Direktorin des Krankenhauses Am Urban. Im August 1945 wurde sie zur Chefärztin und Direktorin des Städtischen Krankenhauses in Berlin-Tempelhof ernannt. 1945 wurde sie Mitglied der KPD, und 1946 mit der Zwangsvereinigung von SPD und KPD Mitglied der SED. Von 1946 bis 1948 wirkte sie zudem als Berliner Stadtverordnete. 1948 wurde Mucke-Wittbrodt in Berlin-Tempelhof entlassen. Sie übersiedelte daraufhin in den sowjetischen Sektor von Berlin und bekam zunächst eine Anstellung als Chefärztin an der Charité. 1949 wurde sie zur Chefärztin und Ärztlichen Direktorin des Regierungskrankenhauses der DDR berufen, das sie fast 40 Jahre lang leitete und tief prägte. Jahrzehntelang war sie außerdem die Leibärztin und eine enge Vertrauensperson des beinahe gleichaltrigen Staatschefs Erich Honecker. Ihre Entlassung aus der Klinikleitung erfolgte 1988 im Zusammenhang mit dem Tod von Honeckers Enkelin Mariana, die im Alter von zwei Jahren an einer seltenen Viruskrankheit starb, ohne dass die Ärzte ihr helfen konnten. Die Staatssicherheit nutzte das für Honecker traumatische Vorkommnis, um den lange überfälligen Generationswechsel im Regierungskrankenhaus zu veranlassen und die 78-jährige Leiterin gegen den Willen Erich Honeckers in den Ruhestand zu schicken.
Auch politisch engagierte sich Mucke-Wittbrodt in der DDR. Zwischen 1950 und 1952 gehörte sie der SED-Landesleitung von Groß-Berlin an. Sie vertrat den Demokratischen Frauenbund Deutschlands nahezu vierzig Jahre von 1950 bis 1990 als Abgeordnete der Volkskammer und gehörte damit zu deren dienstältesten Mitgliedern. 1990 blieb Mucke-Wittbrodt auch Mitglied der in PDS umbenannten SED.

## Ehrungen
- Vaterländischer Verdienstorden in Bronze
- Vaterländischer Verdienstorden in Silber
- 1970 Vaterländischer Verdienstorden in Gold
- 1975 Karl-Marx-Orden
- Held der Arbeit (2×)
- 1980 Stern der Völkerfreundschaft in Gold
- Clara-Zetkin-Medaille
- Hufeland-Medaille in Gold
- 1949 Verdienter Arzt des Volkes[2]

## Darstellung Helga Mucke-Wittbrodts in der bildenden Kunst
- Elisabeth Holz-Averdung: Verdiente Ärztin des Volkes Dr. Helga Wittbrodt (Tafelbild, Öl, um 1953)